# Armeria rothmaleri
Armeria rothmaleri är en triftväxtart som beskrevs av Nieto Fel. Armeria rothmaleri ingår i släktet triftar, och familjen triftväxter. Inga underarter finns listade i Catalogue of Life.

## Bildgalleri

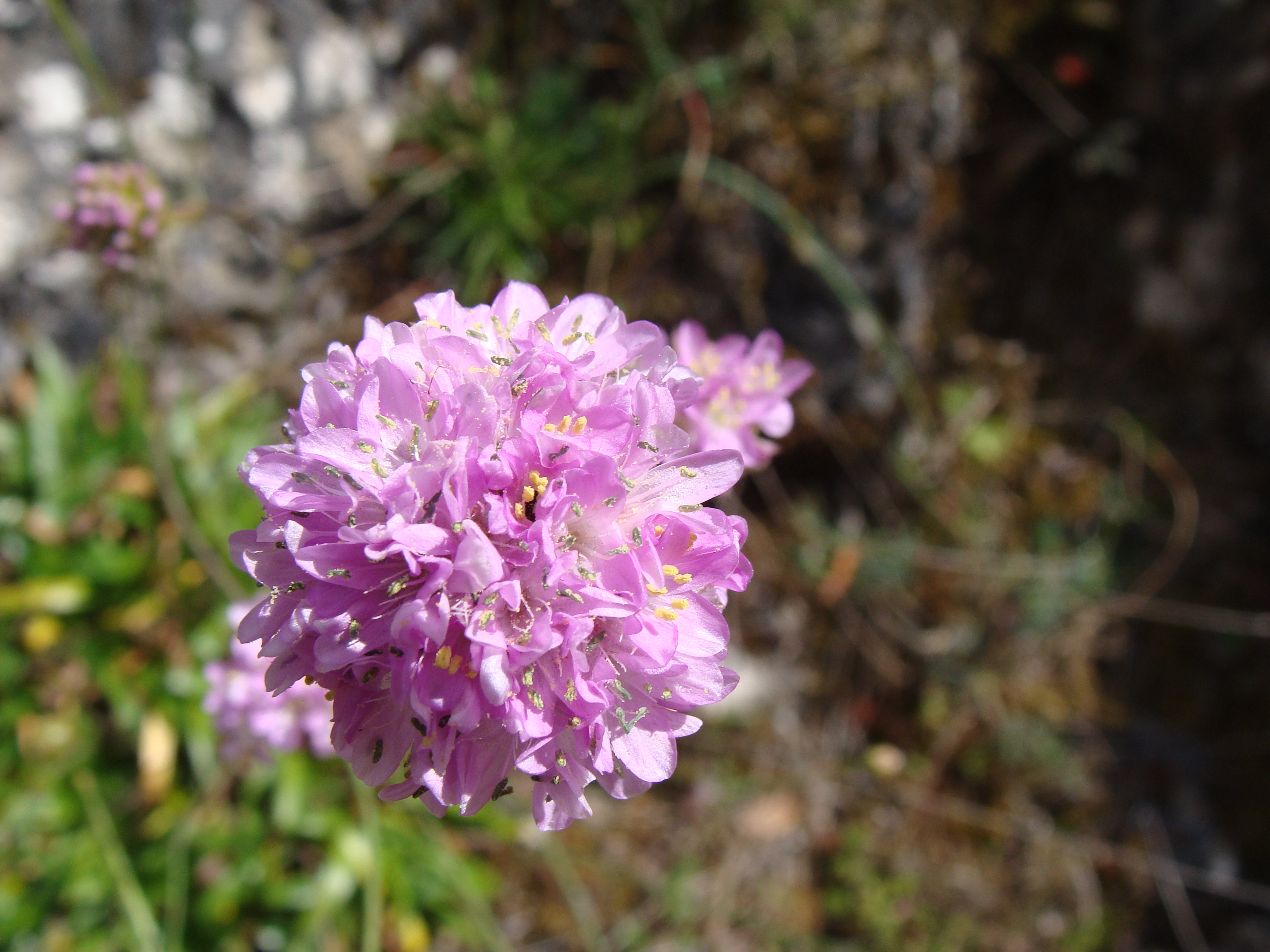